# Devils Lake
Devils Lake és una població dels Estats Units a l'estat de Dakota del Nord. Segons el cens del 2000 tenia 7.222 habitants.

## Demografia
Segons el cens del 2000, Devils Lake tenia 7.222 habitants, 3.127 habitatges, i 1.773 famílies. La densitat de població era de 444 hab./km².
Dels 3.127 habitatges en un 27,5% hi vivien nens de menys de 18 anys, en un 41,2% hi vivien parelles casades, en un 11,3% dones solteres, i en un 43,3% no eren unitats familiars. En el 37,7% dels habitatges hi vivien persones soles el 18% de les quals corresponia a persones de 65 anys o més que vivien soles. El nombre mitjà de persones vivint en cada habitatge era de 2,18 i el nombre mitjà de persones que vivien en cada família era de 2,87.
Per edats la població es repartia de la següent manera: un 24% tenia menys de 18 anys, un 10% entre 18 i 24, un 25,6% entre 25 i 44, un 19,3% de 45 a 60 i un 21,1% 65 anys o més.
L'edat mediana era de 38 anys. Per cada 100 dones de 18 o més anys hi havia 85 homes.
La renda mediana per habitatge era de 31.250 $ i la renda mediana per família de 39.541 $. Els homes tenien una renda mediana de 27.972 $ mentre que les dones 18.000 $. La renda per capita de la població era de 17.741 $. Entorn de l'11,2% de les famílies i el 16,1% de la població estaven per davall del llindar de pobresa.

## Poblacions més properes
El següent diagrama mostra les poblacions més properes.